# Inger Jørgensen
Inger Jørgensen (13 oktober 1922) was een schaatsster uit Noorwegen. 

## Resultaten

### Wereldkampioenschappen
| Jaar | Jaar     | Plaats | Resultaten | Resultaten                              |
| ---- | -------- | ------ | ---------- | --------------------------------------- |
| 1938 | Allround | Oslo   | - Allround | 8e 500 m 9e 1000 m 9e 3000 m DNS 5000 m |

### Noorse kampioenschappen
| Jaar | Resultaten       | Resultaten                             |
| ---- | ---------------- | -------------------------------------- |
| 1938 | 7e Allround      | 7e 500 m 4e 1000 m 6e 1500 m - 3000 m  |
| 1939 | Niet deelgenomen | Niet deelgenomen                       |
| 1940 | 9e Allround      | 4e 500 m 9e 1000 m 7e 1500 m 8e 3000 m |

## Persoonlijke records
| Afstand    | Tijd    | Datum           | Baan   |
| ---------- | ------- | --------------- | ------ |
| 500 meter  | 54,60   | 27 januari 1940 | Larvik |
| 1000 meter | 1.57,30 | 9 februari 1938 | Oslo   |
| 1500 meter | 2.58,70 | 27 januari 1940 | Larvik |
| 3000 meter | 6.25,70 | 27 januari 1940 | Larvik |